# Зеленский, Евгений Александрович
Евге́ний Алекса́ндрович Зеле́нский (укр. Євгеній Олександрович Зеленський; 28 января 1991, Потсдам — 24 июня 2014, Киев) — украинский военнослужащий, командир спецгруппы 8-го полка спецназначения оперативного командования «Север» Сухопутных войск Вооружённых сил Украины, старший лейтенант. Герой Украины (2014, посмертно).

## Биография
В Вооружённые силы Украины был призван летом 2008 года в Киеве. В 2012 году окончил Академию сухопутных войск имени гетмана Петра Сагайдачного.
17 июня 2014 года в городе Счастье Луганской области в ходе военной операции на востоке Украины группе Евгения Зеленского в составе 5 человек была поставлена задача освободить из плена другую группу. Попав в засаду, командир группы старший лейтенант Зеленский до последнего прикрывал бойцов, предоставив им возможность перегруппироваться. Группа отразила нападение, четыре солдата выжили, но командир получил ранения, несовместимые с жизнью, от выстрела из реактивного противотанкового гранатомета. Умер от ран в реанимационном отделении Центрального военного клинического госпиталя (г. Киев).

## Государственные награды
- Звание Герой Украины с удостаиванием ордена «Золотая Звезда» (23 августа 2014 года) — за героизм и самопожертвование, проявленные при защите территориальной целостности Украинского государства, верность военной присяге (посмертно)[2]